# Padilla de Arriba
Padilla de Arriba es una localidad y un municipio situados en la provincia de Burgos, en la comunidad autónoma de Castilla y León (España), comarca de Odra-Pisuerga, partido judicial de Burgos, cabecera del ayuntamiento de su nombre.

## Geografía
Está situado entre los ríos Odra y Pisuerga, en una llanura fluvial limitada entre los páramos de Castrojeriz y las estribaciones de la Peña Amaya.
Tiene un área de 23,12 km². Una población de 77 habitantes (INE 2018) y una densidad de 3,33 hab/km².

### Comunicaciones
Acceso por la carretera local BU-V-6302 con entrada y salida desde la autonómica BU-630 que comunica Melgar de Fernamental con Villadiego; continúa hacia el sur hasta Padilla de Abajo donde se encuentra el enlace con la Autovía A-231.

## Historia
Tiene catalogados una serie de yacimientos arqueológicos: dos yacimientos romanos, uno de ellos con resto del Calcolítico; otro con restos del Calcolítico y medievales; otro medieval; otro con restos del Calcolítico, visigodos y medievales.
Tiene vestigios de presencia celtíbera.
Los romanos le dieron el nombre de Patella de Suso.
A partir del siglo X, con la primera ola repobladora, sitúa el origen del pueblo actual.
En el Becerro de las Behetrías, resultado del censo-pesquisa que el rey Pedro I manda hacer en toda Castilla en 1352, aparece su nombre escrito por primera vez, como Padilla de Suso.
Era lugar de realengo, según sus pobladores en las respuestas generales dieron en la elaboración del Catastro del Marqués de la Ensenada en 1752, para Padilla de Arriba.
Villa que formaba parte, en su categoría de pueblos solos, del Partido de Castrojeriz, uno de los catorce que formaban la Intendencia de Burgos. Durante el periodo comprendido entre 1785 y 1833, en el Censo de Floridablanca de 1787; jurisdicción de realengo, con alcalde ordinario.
En 1845, Pascual Madoz describe al pueblo así: 
Villa, situada en un llano, con clima templado, bien ventilada en todas direcciones. Las enfermedades más frecuentes son las afecciones reumáticas. Tiene 120 casas, entre ellas la consistorial, que sirve también de cárcel; una escuela de educación primaria, frecuentada por 40 alumnos y dotada con 400 ducados; una fuente en el término llamado «del Plantío», cuyas aguas son de buena calidad. Dos iglesias parroquiales (Santa María y San Andrés) y una ermita (del Santísimo Cristo de la Cruz), en medio del pueblo. Sirviendo el culto de de las iglesias hay 2 curas párrocos, 4 beneficiados enteros y 2 sacristanes. Confina al norte con Valtierra del Riopisuerga; al sur con Padilla de Abajo; al este con Melgar de Fernamental y al oeste con Grijalba. El terreno es de mediana calidad. Los caminos de pueblo a pueblo están en mal estado. La correspondencia se recibe de Burgos por el valijero de Melgar. Produce trigo, cebada, morcajo, legumbres y algo de vino; cría ganado lanar, y tiene caza de perdices y liebres. Como industria tiene la agrícola, la arriería y la hilaza de lino y lana; se extraen los granos sobrantes y se importan aceite, vino y ganado para el consumo de carnes. Tiene una población de 406 vecinos, 420 almas. Capital productivo: 1756,42 reales. Impuestos 169,174 reales. Contribución 11,34 reales con 33 maravedíes. El presupuesto municipal asciende a 1800 reales, que se cubren con los productos de propios.

## Demografía
Padilla de Arriba cuenta con una población de 92 habitantes (INE 2024).
| Gráfica de evolución demográfica de Padilla de Arriba entre 1842 y 2021                                               |
| |
| Población de derecho según los censos de población del INE. Población de hecho según los censos de población del INE. |

| 1857 |  | 1887 |  | 1920 |  | 1940 |  | 1960 |  | 1970 |  | 1991 |  | 1996 |  | 2001 |  | 2004 |  | 2008 |  | 2012 |  | 2018 |
| ---- |  | ---- |  | ---- |  | ---- |  | ---- |  | ---- |  | ---- |  | ---- |  | ---- |  | ---- |  | ---- |  | ---- |  | ---- |
| 492  |  | 500  |  | 476  |  | 461  |  | 443  |  | 283  |  | 142  |  | 138  |  | 123  |  | 110  |  | 98   |  | 89   |  | 77   |

## Patrimonio
- Iglesia católica de San Andrés Apóstol: Dependiente de la parroquia de Arenillas de Riopisuerga en el arciprestazgo de Amaya, diócesis de Burgos[7] Puede deber su nombre al Monasterio de San Andrés del Arroyo (Palencia), pues aparece en un antiguo arrendamiento. Tiene una nave, aunque, en otra época, pudo tener dos naves. Está construida con piedras de sillería y, en menor medida, mampostería. Ábside semicircular, con tres columnas cilíndricas que tienen capiteles con motivos vegetales. La torre del campanario (siglo X) es contigua al ábside y tiene un origen defensivo. Este campanario tiene dos campanas y dos esquilinas. La cabecera es románica , con capiteles, arco, arcos laterales con capiteles, bóvedas de cañón de piedra y de yeso. Dentro de la iglesia hubo cinco altares: altar del Evangelio (renacentista); altar mayor (barroco) procedente de la iglesia de Santa María (en ruinas), que tuvo que ser recortado en altura.[8][3]

- Iglesia de Santa María o de la Asunción: Templo románico del siglo XII. Su lamentable estado de conservación[9] es el motivo por el cual, este monumento ha sido incluido en la Lista roja de patrimonio en peligro, de la asociación para la defensa del patrimonio Hispania Nostra. La antigua iglesia de Santa María o de La Asunción (en ruinas) es una muestra del románico burgales (siglo XII). Construida en piedra arenisca, excepto los capiteles de los canecillos, de piedra caliza. En 1803, los vecinos del concejo solicitaron una reparación urgente, ante las presiones del tejado sobre las paredes, que no tenían contrafuertes y haber desaparecido el claustro. En 1863, se presenta y dota un proyecto del que no se hace cargo nadie hasta 1882. A pesar de la reparación, en 1921, se derrumba el tejado y parte de las paredes. Gran parte de las piedras fueron utilizadas para otros usos. Hoy se conoce a las ruinas como «Torre Caída».[10] Tiene restos de torre almenada y del ábside, así como piedras empotradas con decoración.[3]

- Ermita del Santo Cristo.

- Casa «El Hospital»: Tiene, incrustadas en sus muros exteriores, canecillos y relieves procedentes de otros edificios.[3] Fue construida el en siglo XVIII, a base de adobe y entramado de roble y olmo, y posterior añadido de piedra caliza y ladrillo en su fachada (1873). Los bajorrelieves (6) de la fachada y los canecillos (15) románicos del siglo XII, podrían proceder de la iglesia de Santa María (parece improbable) o del desaparecido monasterio premostratense de San Miguel, de Villamayor de Treviño, si bien, estudios recientes parecen indicar que proceden de un desaparecido monasterio ubicado en el paraje de El Torco de las Monjas de Padilla de Arriba, posiblemente adquiridos durante un proceso desamortizador. La iconografía de estos relieves y canecillos, como era habitual en el arte románico, tiene una finalidad didáctica, doctrinal y moralizante.[4] La clave de piedra del dintel de la puerta que da a la calle tiene grabado AÑO DE 1873.

- Arquitectura en adobe: Este elemento patrimonial, que da carácter arquitectónico a Padilla de Arriba, está menguando, pues no se construye ya con este material, se van deteriorando muchas construcciones y otras se derriban. Sin embargo, conserva un buen muestrario de edificaciones en adobe (casas, casetas, cocheras, alguna nave, muros, ...). Gran parte de los edificios en adobe están enlucidos y no muestran este elemento estructural.

- Escultura dedicada a «La Mujer Rural»: Ubicada enfrente de la casa consistorial. Es una obra del escultor Emilio Torres, y fue colocada el 30 de noviembre de 2014.[11]

|                                                     |
| Torre y ábside de la iglesia de San Andrés Apóstol. |

|                                                           |
| Ruinas de la iglesia de Santa María, llamada Torre Caída. |

|                     |
| Casa «El Hospital». |

|                                    |
| Construcción tradicional en adobe. |

|                           |
| «A la Mujer Rural», 2014. |

### Relieves y canecillos románicos de la casaEl Hospital
Son quince canecillos y seis relieves.
Los seis bajorrelieves, en la fachada, representan varios temas. Uno presenta motivos vegetales (tallos abrazados por anillas que albergan tres hojas cada uno). Otros dos representan escenas de caza. Los otros tres son leones.
Los canecillos se ubican bajo el alero y muestran temas vegetales, geométricos y figurativos: un porteador de toneles flanqueado de dos serpientes, un hombre desnudo mesándose las barbas, una simia mostrando el sexo acompañada de seres demoníacos, dos serpientes antropomorfas y varios animales.
Estas son algunas de las piezas:
|                                                  |
| Personaje oferente. Brazos y manos deteriorados. |

|                                        |
| Personaje femenino mostrando la vulva. |

|                                               |
| Dos lobos devoran lo que puede ser una oveja. |

|                                     |
| León (forma parte del Tetramorfos). |

|                                 |
| Borracho llevando unos toneles. |

|                               |
| Arquero atacando a un águila. |

|                         |
| Oso dominado y vencido. |

|                                    |
| León, posible devorador o demonio. |

|                 |
| León, guardián. |

|                 |
| León, guardián. |

|                 |
| Motivo vegetal. |

## Cultura

### Festividades
- San Isidro: 15 de mayo.[12]
- Romería a la ermita de la Virgen de Zorita: 18 de mayo. Vecinos de Melgar de Fernamental, Padilla de Arriba, Valtierra de Riopisuerga, Tagarrosa, Santa María Ananúñez y San Llorente de la Vega se dan cita en el Santuario de la Virgen de Zorita para renovar el Voto de Villa, tradición que se remonta a 1883. Los pueblos agradecen la intercesión de la Virgen y los favores que recibieron hace 115 años (las lluvias salvaron la cosecha de la comarca). Entre los actos están los saludos con los pendones (la Banderada), misa en la campa, rosario por la tarde y varios actos lúdicos.[12]
- San Andrés: 30 de noviembre.[12]